# Anton Elbel

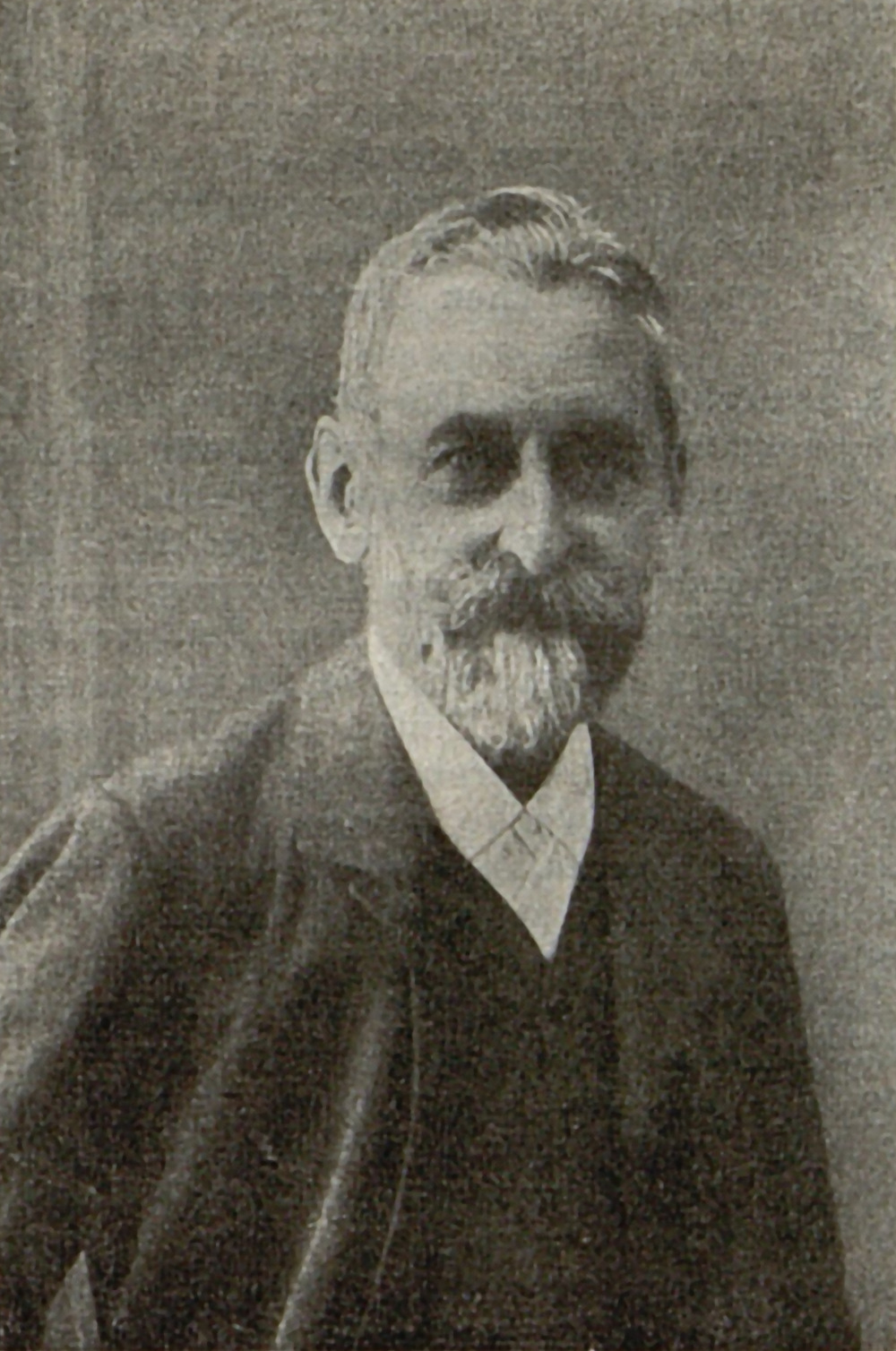
Anton Elbel

Anton Elbel (* 6. Jänner 1834 in Wien; † 3. Oktober 1912 in Baden) war ein österreichischer Maschinenbauingenieur und Lokomotiv-Konstrukteur.

## Leben
Anton Elbel erhielt einen Teil seiner Ausbildung am Polytechnischen Institut Wien.
1856 begann er bei der Kärntner Bahn zu arbeiten. Als diese 1859 zur privaten Südbahn kam, wechselte er mit und war 1860 bis 1867 im Konstruktionsbüro der Südbahn in Wien tätig. Danach war er einige Jahre Inspektor der Generalunternehmung für den Bau der Ungarischen Westbahn. Von 1872 bis 1892 war er bei der Österreichischen Nordwestbahn, zuletzt als Zentralinspektor und Vorstand des Konstruktionsbüros. 1874 entwarf er eine Schnellzuglokomotive, die später als Reihe ÖNWB Ib gebaut wurde. Ebenso war er bei der Komponentenentwicklung erfolgreich, z. B. mit einem vierrädrigen Vordergestell. Ende 1890 wurde er mit dem Ritterkreuz des Franz-Joseph-Orden ausgezeichnet.
Gemeinsam mit Louis Adolf Gölsdorf entwarf er Gepäcklokomotiven für die ökonomische Betriebsabwicklung, die auf mehreren österreichisch-ungarischen Bahnen eingesetzt wurden. 1879 wurde die kkStB 3.001 auf seinen Vorschlag hin gebaut, später auch noch eine kkStB 3.002 für die Kremsierer Eisenbahn. 1890 entstand basierend auf seinen Entwürfen die kkStB 163.

## Funktionen
Anton Elbel war auch im Österreichischen Ingenieur- und Architekten-Verein aktiv und wurde 1879 zu einem Verwaltungsrat des Vereins gewählt.
Ebenfalls im Jahr 1879 wurde Elbel zum Verwaltungsrat der „Elbemühl“ Papierfabriks- und Verlags-Gesellschaft gewählt.

## Schriften (Auswahl)
- Neue Wagenlagerschalen der österreichischen Nordwestbahn. In: Polytechnisches Journal, Band 213 (1874), Nr. CXIII, S. 468–469. (Vorschau auf Google Bücher)
- Über Dampf-Omnibusse und Locomotiv-Wagen. Selbstverlag, Wien 1879. (Vorschau auf Google Bücher)